# Bacteria lugens
Bacteria lugens är en insektsart som först beskrevs av Brunner von Wattenwyl 1907.  Bacteria lugens ingår i släktet Bacteria och familjen Diapheromeridae. Inga underarter finns listade.